# Râvna, Cozmeni
Râvna, întâlnit și sub formele Revna sau Revna pe Prut (în ucraineană Ревне, transliterat Revne și în germană Rewna) este un sat în raionul Cozmeni din regiunea Cernăuți (Ucraina), depinzând administrativ de comuna Cotul-Vânători. Are 1,067 locuitori, preponderent ucraineni (ruteni).
Satul este situat la o altitudine de 174 metri, pe malul râului Prut, în partea de sud-est a raionului Cozmeni.

## Istorie
Pe teritoriul actual al localității a existat un sanctuar creștin din secolele al IX-lea și al X-lea. Se bănuiește că satul ar fi fost fondat de către prințul croato-morav Svatopluk I, prinț al Principatului Nitra (850-871) și rege al Moraviei Mari (871-894).
Localitatea Râvna a făcut parte încă de la înființare din regiunea istorică Bucovina a Principatului Moldovei. În ianuarie 1775, ca urmare a atitudinii de neutralitate pe care a avut-o în timpul conflictului militar dintre Turcia și Rusia (1768-1774), Imperiul Habsburgic (Austria de astăzi) a primit o parte din teritoriul Moldovei, teritoriu cunoscut sub denumirea de Bucovina. După anexarea Bucovinei de către Imperiul Habsburgic în anul 1775, localitatea Râvna a făcut parte din Ducatul Bucovinei, guvernat de către austrieci, făcând parte din districtul Cernăuți (în germană Czernowitz). 
După Unirea Bucovinei cu România la 28 noiembrie 1918, satul Râvna a făcut parte din componența României, în Plasa Cosminului a județului Cernăuți. Pe atunci, majoritatea populației era formată din ucraineni, existând și o comunitate de români. 
Ca urmare a Pactului Ribbentrop-Molotov (1939), Bucovina de Nord a fost anexată de către URSS la 28 iunie 1940, reintrând în componența României în perioada 1941-1944. Apoi, Bucovina de Nord a fost reocupată de către URSS în anul 1944 și integrată în componența RSS Ucrainene. 
Începând din anul 1991, satul Râvna face parte din raionul Cozmeni al regiunii Cernăuți din cadrul Ucrainei independente. Conform recensământului din 1989, din cei 1.093 locuitori ai satului, nici unul nu s-a declarat român sau moldovean . În prezent, satul are 1.067 locuitori, preponderent ucraineni.

## Demografie
Componența lingvistică a localității Râvna
     Ucraineană (99,91%)
     Alte limbi (0,09%)
Conform recensământului din 2001, majoritatea populației localității Râvna era vorbitoare de ucraineană (99,91%), existând în minoritate și vorbitori de alte limbi.
1930: 1.047 (recensământ)
1989: 1.093 (recensământ)
2007: 1.067 (estimare)

### Recensământul din 1930
Componența etnică a comunei Revna pe Prut (județul Cernăuți)
     Ruteni (97,51%)
     Altă etnie (2,49%)
Componența confesională a comunei Revna pe Prut
     Ortodocși (98,47%)
     Altă religie (1,53%)
Conform recensământului efectuat în 1930, populația comunei Revna pe Prut se ridica la 1.047 locuitori. Majoritatea locuitorilor erau ruteni (97,51%). Alte persoane s-au declarat: români (8 persoane), evrei (6 persoane), polonezi (8 persoane), germani (3 persoane) și cehi\slovaci (1 persoană). Din punct de vedere confesional, majoritatea locuitorilor erau ortodocși (98,47%). Alte persoane au declarat: mozaici (6 persoane), romano-catolici (7 persoane) și evanghelici\luterani (3 persoane).